# Eligma philippinensis
Eligma philippinensis är en fjärilsart som beskrevs av Rothschild 1896. Eligma philippinensis ingår i släktet Eligma och familjen trågspinnare. Inga underarter finns listade i Catalogue of Life.